# Кравчук, Вадим Викторович
Вади́м Ви́кторович Кравчу́к (род. 4 марта 1970, Кишинёв) — депутат Верховного совета Приднестровской Молдавской Республики (ПМР) VI и VII созывов, общественный деятель.

## Биография
Вадим Кравчук родился 4 марта 1970 года в Кишинёве. По национальности украинец. Окончил в городе среднюю школу № 9, затем СПТУ-71 в Рыбнице.
Участник боевых действий по защите ПМР. В 1992 году был ранен. Член исполкома общественной организации «Союз защитников ПМР города Рыбницы и Рыбницкого района», член Российской организации ветеранов «Боевое Братство».
Работал исполнительным директором ОАО «Рыбницкий молочный комбинат», генеральным директором ЗАО «Рыбницкий хлебокомбинат». Являлся учредителем ООО «Крампус».
В 2011 году заочно окончил Приднестровский государственный университет им. Т. Г. Шевченко, по образованию экономист.
Был депутатом Рыбницкого городского районного совета 23-го и 24-го созывов, округ № 4. 
29 ноября 2015 года избран депутатом Верховного совета ПМР VI созыва. В 2020 году избран депутатом Верховного совета VII созыва по избирательному округу № 14 «Металлургический».

## Личная жизнь
Женат. Воспитывает дочь. Занимается спортом.

## Награды
- Орден «Защитник Отечества»;
- Медаль «Защитнику Приднестровья»;
- Медаль «Покрова Пресвятой Богородицы»;
- памятные и юбилейные медали.